# Ash Shaghadirah (huyện)
Huyện Ash Shaghadirah là một huyện thuộc tỉnh Hajjah, Yemen. Đến thời điểm năm 2003, huyện này có dân số 48746 người